# Sisinnios Triphyllios
Sisinnios Triphyllios (Oudgrieks Σισίννιος Τριφύλλιος) (overleden op 26 juli 811) was een van de hoogste ambtenaren van het Byzantijnse Rijk tijdens het bewind van de Byzantijnse keizerin Irene van Byzantium (regeerde 797-802) en haar opvolger Nikephoros I (802–811).

## Biografie
Sisinnios maakt voor het eerst zijn opwachting op het publieke toneel in de triomftocht die Irene op Paasmaandag (1 april) van het jaar 799 hield. Op dat moment was hij strategos (militair gouverneur) van Thracië, het thema dat het dichtst bij Constantinopel laf en de houder van de hoogste waardigheid van Patrikios. Sisinnios was een van de vier patrikioi (samen met Bardanes Tourkos, Constantijn Boilas en zijn eigen broer Niketas), die vier witte paarden leidden, die de keizerlijke koets trokken, een rol die hem markeert als een van de meest prominente van Irenes aanhangers onder de hoogwaardigheidsbekleders van de staat.
Ondanks hun eerdere steun aan Irene, verzetten de gebroeders Triphyllioi zich tegen de toenemende invloed van de eunuch-ambtenaar Aetios (die Sisinnios ergens in 801/02 als strategos van Thracië door zijn eigen broer Leo verving) en het fiscaal beleid dat Irene in de jaren daarna voerde. Ze waren dus onder de leiders van haar omverwerping door de Logothetes tou genikou (logotheet-generaal), Nikephoros I, op 31 oktober 802. Als Patrikios bleef Sisinnios onder het regime van Nikephoros invloedrijk, maar het is ons niet  overgeleverd welke specifieke functie hij heeft bekleed. De dood van zijn broer op 30 april 803 zou volgens enkele Byzantijnse kroniekschrijvers zijn bevolen door Nikephoros, maar gezien Sisinnios' nauwe betrekkingen met de keizer tijdens diens gehele regeerperiode, lijkt dit onwaarschijnlijk. Sisinnios was een van de magnaten die Nikephoros in de lente en zomer 811 op zijn campagne tegen de Bulgaren begeleidde. Hij was een van degenen die in de rampzalige slag bij Pliska op 26 juli 811 de dood vond.

### Voetnoten
1. ↑  Treadgold (1988), blz. 114.
2. 1 2 3  Winkelmann et al. (2001), blz. 163.
3. ↑  Treadgold (1988), blz. 118-119.
4. ↑  Treadgold (1988), blz. 129.
5. ↑  Treadgold (1988), blz. 170, 174.